# Премія «Г'юго» за найкращу повість
Премію «Г'юго» у категорії «Найкраща повість» (англ. Hugo Award for Best Novella) присуджують щорічно під час церемонії відзначення найкращих досягнень у галузі наукової фантастики та фентезі на черговому з'їзді Світового товариства наукової фантастики (англ. Worldcon / The World Science Fiction Convention).
Згідно з підрозділом 3.3.2 статті 3 Статуту Світового товариства наукової фантастики, «повістю вважається прозовий твір […], довжина якого становить від 17500 до 40000 слів».
Дану категорію премії «Г'юго» не слід плутати з категорією «Найкраща коротка повість» (англ. Hugo Award for Best Novelette). В українському літературознавстві останній епічний піджанр не виокремлюється, що інколи може призводити до плутанини в перекладі назв номінацій з англійської мови.

## Переможці й претенденти
У таблиці зазначені переможці Премії і номінанти на неї, які брали участь у фінальному етапі голосування (ввійшли в короткий список нагороди). Рік відповідає року проведення з'їзду Worldcon на якому винагорода видавалась, повість зазвичай була опублікована в попередньому році. Роки за які присуджували нагороди «Ретро-Г'юго» помічено символом ' * ', в дужках вказано рік власне нагородження. Також показано хто вперше видав повість англійською і українською. Кольором виділені переможці. У деяких випадках переклад заголовків творів-претендентів і переможців слід вважати умовним, оскільки ще не вийшов їх переклад українською мовою.
- Переможці та співпереможці

### 1939—70 роки
| Рік          | Автор(и)                             | Повість                                                        | Оригінальна назва                                                 | Видавництво                                           | Прим.  |
| ------------ | ------------------------------------ | -------------------------------------------------------------- | ----------------------------------------------------------------- | ----------------------------------------------------- | ------ |
| 1939* (2014) | Джон Вуд Кемпбелл (як Дон А. Стюард) | Хто йде?                                                       | Who Goes There?                                                   | Astounding Science Fiction                            | [ 3 ]  |
| 1939* (2014) | Айн Ренд                             | Гімн                                                           | Anthem                                                            | Cassell                                               | [ 3 ]  |
| 1939* (2014) | Горацій Голд                         | Справа форми                                                   | A Matter of Form                                                  | Astounding Science Fiction                            | [ 3 ]  |
| 1939* (2014) | Джон Віндем                          | Ті, хто сплять на Марсі                                        | Sleepers of Mars                                                  | Tales of Wonder                                       | [ 3 ]  |
| 1939* (2014) | Генрі Каттнер                        | Часова пастка                                                  | The Time Trap                                                     | Marvel Science Stories                                | [ 3 ]  |
| 1941* (2016) | Роберт Гайнлайн                      | Якщо це триватиме...                                           | If This Goes On…                                                  | Astounding Science Fiction                            | [ 4 ]  |
| 1941* (2016) | Роберт Гайнлайн                      | Ковентрі                                                       | Coventry                                                          | Astounding Science Fiction                            | [ 4 ]  |
| 1941* (2016) | Роберт Гайнлайн                      | Корпорація «Магія»                                             | Magic, Inc.                                                       | Unknown                                               | [ 4 ]  |
| 1941* (2016) | Лайон Спрег де Кемп                  | Математика чарівництва                                         | The Mathematics of Magic                                          | Unknown                                               | [ 4 ]  |
| 1941* (2016) | Флетчер Претт                        | Математика чарівництва                                         | The Mathematics of Magic                                          | Unknown                                               | [ 4 ]  |
| 1941* (2016) | Лайон Спрег де Кемп                  | Ревуча труба                                                   | The Roaring Trumpet                                               | Unknown                                               | [ 4 ]  |
| 1941* (2016) | Флетчер Претт                        | Ревуча труба                                                   | The Roaring Trumpet                                               | Unknown                                               | [ 4 ]  |
| 1943* (2018) | Роберт Гайнлайн (Енсон МакДональд)   | Волдо: геній на орбіті                                         | Waldo                                                             | Astounding Science Fiction                            | [ 5 ]  |
| 1943* (2018) | Альфред ван Вогт                     | Божевільня                                                     | Asylum                                                            | Astounding Science Fiction                            | [ 5 ]  |
| 1943* (2018) | Ентоні Бучер                         | Абсолютний перевертень                                         | The Compleat Werewolf                                             | Unknown                                               | [ 5 ]  |
| 1943* (2018) | Альфред Бестер                       | Пекло назавжди                                                 | Hell is Forever                                                   | Unknown                                               | [ 5 ]  |
| 1943* (2018) | Лестер дель Рей                      | Нерви                                                          | Nerves                                                            | Unknown                                               | [ 5 ]  |
| 1943* (2018) | Роберт Гайнлайн (як Джон Ріверсайд)  | Неприємна професія Джонатана Гоуґа                             | The Unpleasant Profession of Jonathan Hoag                        | Unknown                                               | [ 5 ]  |
| 1944* (2019) | Антуан де Сент-Екзюпері              | Маленький принц                                                | The Little Prince                                                 | Reynal & Hitchcock                                    | [ 6 ]  |
| 1944* (2019) | Гол Клемент                          | Ставлення                                                      | Attitude                                                          | Astounding Science Fiction                            | [ 6 ]  |
| 1944* (2019) | Кетрін Люсіль Мур і Генрі Каттнер    | Сутичка вночі                                                  | Clash by Night                                                    | Astounding Science Fiction                            | [ 6 ]  |
| 1944* (2019) | Говард Лавкрафт                      | Сновидні пошуки незвіданого Кадата                             | The Dream-Quest of Unknown Kadath                                 | Arkham House                                          | [ 6 ]  |
| 1944* (2019) | Мері Нортон                          | Магічний поручень або як стати відьмою в десяти простих уроках | The Magic Bed-Knob; or, How to Become a Witch in Ten Easy Lessons | Hyperion Press                                        | [ 6 ]  |
| 1944* (2019) | Ентоні Бучер                         | Ми пишемо правду                                               | We Print the Truth                                                | Astounding Science Fiction                            | [ 6 ]  |
| 1945* (2020) | Теодор Стерджен                      | Кіллдозер!                                                     | Killdozer!                                                        | Astounding Science Fiction                            | [ 7 ]  |
| 1945* (2020) | Альфред ван Вогт                     | Підміна                                                        | The Changeling                                                    | Astounding Science Fiction                            | [ 7 ]  |
| 1945* (2020) | Генрі Каттнер                        | Бог на ім'я Кру                                                | A God Named Kroo                                                  | Thrilling Wonder Stories                              | [ 7 ]  |
| 1945* (2020) | Росс Роклін                          | Загарбники з зірок                                             | Intruders from the Stars                                          | Amazing Stories                                       | [ 7 ]  |
| 1945* (2020) | Лі Брекетт                           | Діамант Бас                                                    | The Jewel of Bas                                                  | Planet Stories                                        | [ 7 ]  |
| 1945* (2020) | Маррі Лайнстер                       | Троґ                                                           | Trog                                                              | Astounding Science Fiction                            | [ 7 ]  |
| 1946* (1996) | Джордж Орвелл                        | Колгосп тварин                                                 | Animal Farm                                                       | Secker & Warburg                                      | [ 8 ]  |
| 1946* (1996) | Айзек Азімов                         | Мертва рука                                                    | Dead Hand                                                         | Astounding Science Fiction                            | [ 8 ]  |
| 1946* (1996) | Бертрам Чендлер                      | Гігант-убивця                                                  | Giant Killer                                                      | Astounding Science Fiction                            | [ 8 ]  |
| 1946* (1996) | Річард Шейвер                        | Пам'ятаю Лемурію                                               | I Remember Lemuria                                                | Astounding Science Fiction                            | [ 8 ]  |
| 1951* (2001) | Роберт Гайнлайн                      | Людина, що продала Місяць                                      | The Man Who Sold the Moon                                         | Shasta Publishers                                     | [ 9 ]  |
| 1951* (2001) | Айзек Азімов                         | ...Але не до кінця                                             | ...And Now You Don't                                              | Astounding Science Fiction                            | [ 9 ]  |
| 1951* (2001) | Рон Габбард                          | До зірок                                                       | To the Stars                                                      | Astounding Science Fiction                            | [ 9 ]  |
| 1951* (2001) | Бім Пайпер                           | Останній ворог                                                 | Last Enemy                                                        | Astounding Science Fiction                            | [ 9 ]  |
| 1951* (2001) | Теодор Стерджон                      | Сплячі самоцвіти                                               | The Dreaming Jewels                                               | Fantastic Adventures                                  | [ 9 ]  |
| 1954* (2004) | Джеймс Бліш                          | Справа совісті                                                 | A Case of Conscience                                              | If                                                    | [ 10 ] |
| 1954* (2004) | Пол Андерсон                         | Антилюдина                                                     | Un-Man                                                            | Astounding Science Fiction                            | [ 10 ] |
| 1954* (2004) | Чарльз Л. Харнесс                    | Троянда                                                        | The Rose                                                          | Authentic SF Monthly                                  | [ 10 ] |
| 1954* (2004) | Пол Андерсон                         | Три серця і три леви                                           | Three Hearts and Three Lions                                      | Фентезі & Сайнс фікшн                                 | [ 10 ] |
| 1954* (2004) | Теодор Стерджон                      | …Великий мій страх…                                            | ...And My Fear is Great...                                        | Beyond Fantasy Fiction                                | [ 10 ] |
| 1968         | Філіп Хосе Фармер                    | Вершники пурпурної платні                                      | Riders of the Purple Wage                                         | Dangerous Visions                                     | [ 11 ] |
| 1968         | Енн Маккефрі                         | Пошуки Вейра                                                   | Weyr Search                                                       | Analog Science Fiction and Fact                       | [ 11 ] |
| 1968         | Семюел Ділейні                       | Зоряна копальня                                                | The Star Pit                                                      | Worlds of Tomorrow                                    | [ 11 ] |
| 1968         | Роберт Сілверберг                    | Станція „Гоуксбілл“                                            | Hawksbill Station                                                 | Galaxy Science Fiction                                | [ 11 ] |
| 1968         | Роджер Желязни                       | Шлях проклятих                                                 | Damnation Alley                                                   | Galaxy Science Fiction                                | [ 11 ] |
| 1969         | Роберт Сілверберг                    | Нічні крильця                                                  | Nightwings                                                        | Galaxy Science Fiction                                | [ 12 ] |
| 1969         | Семюел Ділейні                       | Лінії сили                                                     | Lines of Power                                                    | Фентезі & Сайнс фікшн                                 | [ 12 ] |
| 1969         | Енн Маккефрі                         | Драконовершник                                                 | Dragonrider                                                       | Analog Science Fiction and Fact                       | [ 12 ] |
| 1969         | Дін Маклафлін                        | Яструб серед горобців                                          | Hawk Among the Sparrows                                           | Analog Science Fiction and Fact                       | [ 12 ] |
| 1970         | Фріц Лайбер                          | Корабель тіней                                                 | Ship of Shadows                                                   | Фентезі & Сайнс фікшн                                 | [ 13 ] |
| 1970         | Джеймс Бліш                          | Ми всі вмираємо голими                                         | We All Die Naked                                                  | Three for Tomorrow                                    | [ 13 ] |
| 1970         | Гарлан Еллісон                       | Хлопчик і його собака                                          | A Boy and His Dog                                                 | The Beast that Shouted Love at the Heart of the World | [ 13 ] |
| 1970         | Енн Маккефрі                         | Драматична місія                                               | Dramatic Mission                                                  | Analog Science Fiction and Fact                       | [ 13 ] |
| 1970         | Роберт Сілверберг                    | До Джорслема                                                   | To Jorslem                                                        | Galaxy Science Fiction                                | [ 13 ] |

### 71-80-ті роки
| Рік  | Автор(и)               | Повість                        | Оригінальна назва                     | Видавництво                      | Прим.  |
| ---- | ---------------------- | ------------------------------ | ------------------------------------- | -------------------------------- | ------ |
| 1971 | Фріц Лайбер            | Лиха зустріч у Ланкмарі        | Ill Met in Lankhmar                   | Фентезі & Сайнс фікшн            | [ 14 ] |
| 1971 | Гарлан Еллісон         | Район посередині               | The Region Between                    | Galaxy Science Fiction           | [ 14 ] |
| 1971 | Дін Кунц               | Дитина-звір                    | Beastchild                            | Venture                          | [ 14 ] |
| 1971 | Роберт Сілверберг      | Світ зовні                     | The World Outside                     | Galaxy Science Fiction           | [ 14 ] |
| 1971 | Кліффорд Сімак         | Хто там, у скелі?              | The Thing in the Stone                | If                               | [ 14 ] |
| 1972 | Пол Андерсон           | Королева повітря і темряви     | The Queen of Air and Darkness         | Фентезі & Сайнс фікшн            | [ 15 ] |
| 1972 | Джон Браннер           | Імперія жаху                   | Dread Empire                          | Fantastic                        | [ 15 ] |
| 1972 | Артур Кларк            | Зустріч із медузою             | A Meeting with Medusa                 | Playboy                          | [ 15 ] |
| 1972 | Ґарднер Дозуа          | Особливий ранок                | A Special Kind of Morning             | New Dimensions                   | [ 15 ] |
| 1972 | Ларрі Нівен            | Четвертий фах                  | The Fourth Profession                 | Quark                            | [ 15 ] |
| 1973 | Урсула Ле Ґуїн         | Ім'я світові — ліс             | The Word for World is Forest          | Dangerous Visions                | [ 16 ] |
| 1973 | Джо Голдеман           | Герой                          | Hero                                  | Analog Science Fiction and Fact  | [ 16 ] |
| 1973 | Фредерік Пол           | Золото на краю зоряної веселки | The Gold at the Starbow's End         | Analog Science Fiction and Fact  | [ 16 ] |
| 1973 | Джеррі Пурнелл         | Найманець                      | The Mercenary                         | Analog Science Fiction and Fact  | [ 16 ] |
| 1973 | Джин Вулф              | П'ята голова Цербера           | The Fifth Head of Cerberus            | Orbit                            | [ 16 ] |
| 1974 | Джеймс Тіптрі-молодший | Дівчина, яку підімкнули        | The Girl Who Was Plugged In           | New Dimensions                   | [ 17 ] |
| 1974 | Майкл Бішоп            | Смерть і доля в народу асаді   | Death and Designation Among the Asadi | If                               | [ 17 ] |
| 1974 | Майкл Бішоп            | Білі видри дитинства           | The White Otters of Childhood         | Фентезі & Сайнс фікшн            | [ 17 ] |
| 1974 | Ґарднер Дозуа          | Морські пута                   | Chains of the Sea                     | Chains of the Sea                | [ 17 ] |
| 1974 | Джин Вулф              | Смерть доктора Острів          | The Death of Doctor Island            | Universe                         | [ 17 ] |
| 1975 | Джордж Мартін          | Пісня для Лії                  | A Song for Lya                        | Analog Science Fiction and Fact  | [ 18 ] |
| 1975 | Ґарднер Дозуа          | Сторонні                       | Strangers                             | New Dimensions                   | [ 18 ] |
| 1975 | Роберт Сілверберг      | Народжений із мерцями          | Born with the Dead                    | Фентезі & Сайнс фікшн            | [ 18 ] |
| 1975 | Нормен Спінред         | Верхи на факелі                | Riding the Torch                      | Threads of Time                  | [ 18 ] |
| 1975 | Джек Венс              | Напад на місто                 | Assault on a City                     | Universe                         | [ 18 ] |
| 1976 | Роджер Желязни         | Повернення Ката                | Home Is the Hangman                   | Analog Science Fiction and Fact  | [ 19 ] |
| 1976 | Альґіс Будріс          | Мовчазні очі часу              | The Silent Eyes of Time               | Фентезі & Сайнс фікшн            | [ 19 ] |
| 1976 | Річард Каупер          | Наглядачі                      | The Custodians                        | Фентезі & Сайнс фікшн            | [ 19 ] |
| 1976 | Джордж Мартін          | Бурі вітряної гавані           | The Storms of Windhaven               | Analog Science Fiction and Fact  | [ 19 ] |
| 1976 | Лайза Таттл            | Бурі вітряної гавані           | The Storms of Windhaven               | Analog Science Fiction and Fact  | [ 19 ] |
| 1976 | Ларрі Нівен            | ARM                            | ARM                                   | Epoch                            | [ 19 ] |
| 1977 | Спайдер Робінсон       | Будь-яким іншим іменем         | By Any Other Name                     | Analog Science Fiction and Fact  | [ 20 ] |
| 1977 | Джеймс Тіптрі-молодший | Г'юстон, Г'юстон, як чуєте?    | Houston, Houston, Do You Read?        | Aurora: Beyond Equality          | [ 20 ] |
| 1977 | Майкл Бішоп            | Самурай і верби                | The Samurai and the Willows           | Фентезі & Сайнс фікшн            | [ 20 ] |
| 1977 | Річард Каупер          | Сопілкар біля брам світанку    | Piper at the Gates of Dawn            | Фентезі & Сайнс фікшн            | [ 20 ] |
| 1978 | Джинні Робінсон        | Зоряний танок                  | Stardance                             | Analog Science Fiction and Fact  | [ 21 ] |
| 1978 | Спайдер Робінсон       | Зоряний танок                  | Stardance                             | Analog Science Fiction and Fact  | [ 21 ] |
| 1978 | Грегорі Бенфорд        | Снарк уночі                    | A Snark in the Night                  | Фентезі & Сайнс фікшн            | [ 21 ] |
| 1978 | Кіт Ломер              | Дивовижна таємниця             | The Wonderful Secret                  | Analog Science Fiction and Fact  | [ 21 ] |
| 1978 | Вонда Мак-Інтайр       | Ацтеки                         | Aztecs                                | 2076: The American Tricentennial | [ 21 ] |
| 1978 | Джон Варлі             | У палатах марсіанських королів | In the Hall of the Martian Kings      | Фентезі & Сайнс фікшн            | [ 21 ] |
| 1979 | Джон Варлі             | Інерція бачення                | The Persistence of Vision             | Фентезі & Сайнс фікшн            | [ 22 ] |
| 1979 | Браян Олдіс            | Вороги системи                 | Enemies of the System                 | Фентезі & Сайнс фікшн            | [ 22 ] |
| 1979 | Крістофер Пріст        | Під наглядом                   | The Watched                           | Фентезі & Сайнс фікшн            | [ 22 ] |
| 1979 | Джоан Віндж            | Вогняний корабель              | Fireship                              | Analog Science Fiction and Fact  | [ 22 ] |
| 1979 | Джин Вулф              | Сім американських ночей        | Seven American Nights                 | Orbit                            | [ 22 ] |
| 1980 | Баррі Брукс Лонґ'єр    | Ворог мій                      | Enemy Mine                            | Asimov's Science Fiction         | [ 23 ] |
| 1980 | Орсон Скотт Кард       | Пісенний дім                   | Songhouse                             | Analog Science Fiction and Fact  | [ 23 ] |
| 1980 | Дональд Кінґсбері      | Місячна богиня і син           | The Moon Goddess and the Son          | Analog Science Fiction and Fact  | [ 23 ] |
| 1980 | Тед Рейнольдз          | Кер-Плоп                       | Ker-Plop                              | Asimov's Science Fiction         | [ 23 ] |
| 1980 | Гілберт Шенк           | Битва біля Рифів Абако         | The Battle of the Abaco Reefs         | Фентезі & Сайнс фікшн            | [ 23 ] |

### 81-90-ті роки
| Рік  | Автор(и)               | Повість                                  | Оригінальна назва                           | Видавництво                     | Прим.  |
| ---- | ---------------------- | ---------------------------------------- | ------------------------------------------- | ------------------------------- | ------ |
| 1981 | Гордон Діксон          | Загублені дорсаї                         | Lost Dorsai                                 | Destinies                       | [ 24 ] |
| 1981 | Томас Діш              | Відважний маленький тостер               | The Brave Little Toaster                    | Фентезі & Сайнс фікшн           | [ 24 ] |
| 1981 | Гарлан Еллісон         | Всі неправди що є моїм життям            | All the Lies that Are My Life               | Фентезі & Сайнс фікшн           | [ 24 ] |
| 1981 | Джордж Мартін          | Нічні літуни                             | Nightflyers                                 | Analog Science Fiction and Fact | [ 24 ] |
| 1981 | Джордж Мартін          | Однокрил                                 | One-Wing                                    | Analog Science Fiction and Fact | [ 24 ] |
| 1981 | Лайза Таттл            | Однокрил                                 | One-Wing                                    | Analog Science Fiction and Fact | [ 24 ] |
| 1982 | Пол Андерсон           | Сатурнійські ігри                        | The Saturn Game                             | Analog Science Fiction and Fact | [ 25 ] |
| 1982 | Філліс Айзенштайн      | У західних традиціях                     | In the Western Tradition                    | Фентезі & Сайнс фікшн           | [ 25 ] |
| 1982 | Дейвід Палмер          | Поява                                    | Emergence                                   | Analog Science Fiction and Fact | [ 25 ] |
| 1982 | Джон Варлі             | Блакитне шампанське                      | Blue Champagne                              | New Voices                      | [ 25 ] |
| 1982 | Вернор Віндж           | Істинні імена                            | True Names                                  | Binary Star                     | [ 25 ] |
| 1982 | Кейт Вільгельм         | З наперстками, виделками і надією        | With Thimbles, With Forks and Home          | Asimov's Science Fiction        | [ 25 ] |
| 1983 | Джоанна Расс           | Душі                                     | Souls                                       | Фентезі & Сайнс фікшн           | [ 26 ] |
| 1983 | Дейвід Брін            | Листоноша                                | The Postman                                 | Asimov's Science Fiction        | [ 26 ] |
| 1983 | Джозеф Ділейні         | Плід роздумів                            | Brainchild                                  | Analog Science Fiction and Fact | [ 26 ] |
| 1983 | Джон Кессел            | Ще один сирота                           | Another Orphan                              | Фентезі & Сайнс фікшн           | [ 26 ] |
| 1983 | Джордж Мартін          | Нераціональні варіації                   | Unsound Variations                          | Amazing Stories                 | [ 26 ] |
| 1983 | Кім Стенлі Робінсон    | Лишити слід                              | To Leave a Mark                             | Фентезі & Сайнс фікшн           | [ 26 ] |
| 1984 | Тімоті Зан             | Каскадна точка                           | Cascade Point                               | Analog Science Fiction and Fact | [ 27 ] |
| 1984 | Ґреґ Бір               | Важкий бій                               | Hardfought                                  | Asimov's Science Fiction        | [ 27 ] |
| 1984 | Джозеф Ділейні         | Усупереч моєму ворогу                    | In the Face of My Enemy                     | Analog Science Fiction and Fact | [ 27 ] |
| 1984 | Дейвід Палмер          | У пошуках                                | Seeking                                     | Analog Science Fiction and Fact | [ 27 ] |
| 1984 | Гілберт Шенк           | Буревій „Клод“                           | Hurricane Claude                            | Фентезі & Сайнс фікшн           | [ 27 ] |
| 1985 | Джон Варлі             | Натисніть „Enter“                        | PRESS ENTER■                                | Asimov's Science Fiction        | [ 28 ] |
| 1985 | Дейвід Брін            | Циклопи                                  | Cyclops                                     | Asimov's Science Fiction        | [ 28 ] |
| 1985 | Джозеф Ділейні         | Валентина                                | Valentina                                   | Analog Science Fiction and Fact | [ 28 ] |
| 1985 | Марк Штіґлер           | Валентина                                | Valentina                                   | Analog Science Fiction and Fact | [ 28 ] |
| 1985 | Чарльз Л. Харнесс      | Літнє сонцестояння                       | Summer Solstice                             | Analog Science Fiction and Fact | [ 28 ] |
| 1985 | Джеффрі Лендіс         | Елементаль                               | Elemental                                   | Analog Science Fiction and Fact | [ 28 ] |
| 1986 | Роджер Желязни         | 24 пейзажі гори Фудзі пензля Хокусая     | 24 Views of Mt. Fuji, by Hokusai            | Asimov's Science Fiction        | [ 29 ] |
| 1986 | Керолайн Черрі         | Цап-відбувайло                           | The Scapegoat                               | Alien Stars                     | [ 29 ] |
| 1986 | Кім Стенлі Робінсон    | Зелений Марс                             | Green Mars                                  | Asimov's Science Fiction        | [ 29 ] |
| 1986 | Роберт Сілверберг      | Під вітрилами до Візантія                | Sailing to Byzantium                        | Asimov's Science Fiction        | [ 29 ] |
| 1986 | Джеймс Тіптрі-молодший | Одна маленька справа                     | The Only Neat Thing to Do                   | Фентезі & Сайнс фікшн           | [ 29 ] |
| 1987 | Роберт Сілверберг      | Ґільґамеш у глушині                      | Gilgamesh in the Outback                    | Asimov's Science Fiction        | [ 30 ] |
| 1987 | Майкл Флінн            | Айфельгайм                               | Eifelheim                                   | Analog Science Fiction and Fact | [ 30 ] |
| 1987 | Кім Стенлі Робінсон    | Втеча з Катманду                         | Escape from Kathmandu                       | Asimov's Science Fiction        | [ 30 ] |
| 1987 | Лусіус Шепард          | Перебуток                                | R&R                                         | Asimov's Science Fiction        | [ 30 ] |
| 1987 | Конні Вілліс           | Погром із приправою                      | Spice Pogrom                                | Asimov's Science Fiction        | [ 30 ] |
| 1988 | Орсон Скотт Кард       | Око за око                               | Eye for Eye                                 | Asimov's Science Fiction        | [ 31 ] |
| 1988 | Майкл Флінн            | Ліс часу                                 | The Forest of Time                          | Analog Science Fiction and Fact | [ 31 ] |
| 1988 | Кім Стенлі Робінсон    | Сліпий геометр                           | The Blind Geometer                          | Asimov's Science Fiction        | [ 31 ] |
| 1988 | Кім Стенлі Робінсон    | Мати Богиня світу                        | Mother Goddess of the World                 | Asimov's Science Fiction        | [ 31 ] |
| 1988 | Роберт Сілверберг      | Таємний учасник                          | The Secret Sharer                           | Asimov's Science Fiction        | [ 31 ] |
| 1989 | Конні Вілліс           | Останній з Віннебаго                     | The Last of the Winnebagos                  | Asimov's Science Fiction        | [ 32 ] |
| 1989 | Бредлі Дентон          | Клуб мертвих комедіантів Келвіна Куліджа | The Calvin Coolidge Home for Dead Comedians | Фентезі & Сайнс фікшн           | [ 32 ] |
| 1989 | Лусіус Шепард          | Красуня донька мисливця на луску         | The Scalehunter's Beautiful Daughter        | Asimov's Science Fiction        | [ 32 ] |
| 1989 | Нормен Спінред         | Щоденники чумних років                   | Journals of the Plague Years                | Full Spectrum (Doubleday)       | [ 32 ] |
| 1989 | Волтер Джон Вільямс    | Поверхнева обробка                       | Surfacing                                   | Asimov's Science Fiction        | [ 32 ] |
| 1990 | Лоїс Макмастер Буджолд | Гори скорботи                            | The Mountains of Mourning                   | Analog Science Fiction and Fact | [ 33 ] |
| 1990 | Меґан Ліндгольм        | Доторк лаванди                           | A Touch of Lavender                         | Asimov's Science Fiction        | [ 33 ] |
| 1990 | Джудіт Моффетт         | Трохи танго                              | Tiny Tango                                  | Asimov's Science Fiction        | [ 33 ] |
| 1990 | Лусіус Шепард          | Батько каміння                           | The Father of Stones                        | Asimov's Science Fiction        | [ 33 ] |
| 1990 | Конні Вілліс           | Тайм-аут                                 | Time-Out                                    | Asimov's Science Fiction        | [ 33 ] |

### 1991-2000 роки
| Рік  | Автор(и)            | Повість                                 | Оригінальна назва                    | Видавництво                     | Прим.  |
| ---- | ------------------- | --------------------------------------- | ------------------------------------ | ------------------------------- | ------ |
| 1991 | Джо Голдеман        | Містифікація Гемінґвея                  | The Hemingway Hoax                   | Asimov's Science Fiction        | [ 34 ] |
| 1991 | Пет Кедіґен         | Дурням на віру                          | Fool to Believe                      | Asimov's Science Fiction        | [ 34 ] |
| 1991 | Пет Мерфі           | Кістки                                  | Bones                                | Asimov's Science Fiction        | [ 34 ] |
| 1991 | Майк Резнік         | Перший клас!                            | Bully!                               | Asimov's Science Fiction        | [ 34 ] |
| 1991 | Кім Стенлі Робінсон | Зітнути з плеча                         | A Short, Sharp Shock                 | Asimov's Science Fiction        | [ 34 ] |
| 1992 | Ненсі Кресс         | Жебраки в Іспанії                       | Beggars in Spain                     | Asimov's Science Fiction        | [ 35 ] |
| 1992 | Ненсі Кресс         | Нестримна                               | And Wild for to Hold                 | Asimov's Science Fiction        | [ 35 ] |
| 1992 | Крістін Кетрін Раш  | Галерея його снів                       | The Gallery of His Dreams            | Asimov's Science Fiction        | [ 35 ] |
| 1992 | Майкл Свонвік       | Яйце грифона                            | Griffin's Egg                        | Legend Books/St. Martin's Press | [ 35 ] |
| 1992 | Конні Вілліс        | Джек                                    | Jack                                 | Asimov's Science Fiction        | [ 35 ] |
| 1993 | Лусіус Шепард       | Барнакл Білл, космонавт                 | Barnacle Bill the Spacer             | Asimov's Science Fiction        | [ 36 ] |
| 1993 | Джонатан Керрол     | Місто Ой-йой                            | Uh-Oh City                           | Фентезі & Сайнс фікшн           | [ 36 ] |
| 1993 | Бредлі Дентон       | Територія                               | The Territory                        | Фентезі & Сайнс фікшн           | [ 36 ] |
| 1993 | Морін Ф. Макг'ю     | Захист                                  | Protection                           | Asimov's Science Fiction        | [ 36 ] |
| 1993 | Фредерік Пол        | Зупинка на Повільному Році              | Stopping at Slowyear                 | Pulphouse                       | [ 36 ] |
| 1994 | Гаррі Тертлдав      | Внизу в Улоговинах                      | Down in the Bottomlands              | Analog Science Fiction and Fact | [ 37 ] |
| 1994 | Джек Кейді          | Ніч, коли ми поховали бездомного собаку | The Night We Buried Road Dog         | Фентезі & Сайнс фікшн           | [ 37 ] |
| 1994 | Гарлан Еллісон      | Мефістофель в Оніксі                    | Mefisto In Onyx                      | Omni                            | [ 37 ] |
| 1994 | Пет Мерфі           | Американське дитинство                  | An American Childhood                | Asimov's Science Fiction        | [ 37 ] |
| 1994 | Дейвід Нордлі       | В Ущелині Міранди                       | Into the Miranda Rift                | Analog Science Fiction and Fact | [ 37 ] |
| 1994 | Волтер Джон Вільямс | Стіна, камінь, ремесло                  | Wall, Stone, Craft                   | Фентезі & Сайнс фікшн           | [ 37 ] |
| 1995 | Майк Резнік         | Сім пейзажів Олдувайської ущелини       | Seven Views of Olduvai Gorge         | Фентезі & Сайнс фікшн           | [ 38 ] |
| 1995 | Майкл Бішоп         | Крик душі                               | Cri de Coeur                         | Asimov's Science Fiction        | [ 38 ] |
| 1995 | Майкл Флінн         | Мелодії серця                           | Melodies of the Heart                | Analog Science Fiction and Fact | [ 38 ] |
| 1995 | Урсула Ле Ґуїн      | День прощення                           | Forgiveness Day                      | Asimov's Science Fiction        | [ 38 ] |
| 1995 | Браян Стейблфорд    | Квіти зла                               | Les Fleurs du Mal                    | Asimov's Science Fiction        | [ 38 ] |
| 1996 | Аллен Стіл          | Смерть Капітана Майбутнє                | The Death of Captain Future          | Asimov's Science Fiction        | [ 39 ] |
| 1996 | Ненсі Кресс         | Лінії скидання                          | Fault Lines                          | Asimov's Science Fiction        | [ 39 ] |
| 1996 | Урсула Ле Ґуїн      | Чоловік із народу                       | A Man of the People                  | Asimov's Science Fiction        | [ 39 ] |
| 1996 | Урсула Ле Ґуїн      | Визволення жінки                        | A Woman's Liberation                 | Asimov's Science Fiction        | [ 39 ] |
| 1996 | Майк Резнік         | Бібі                                    | Bibi                                 | Asimov's Science Fiction        | [ 39 ] |
| 1996 | Сьюзен Шварц        | Бібі                                    | Bibi                                 | Asimov's Science Fiction        | [ 39 ] |
| 1997 | Джордж Мартін       | Кров дракона                            | Blood of the Dragon                  | Asimov's Science Fiction        | [ 40 ] |
| 1997 | Грегорі Бенфорд     | Занурення                               | Immersion                            | Science Fiction Age             | [ 40 ] |
| 1997 | Джек Макдевітт      | Мандрівники в часі не вмирають          | Time Travelers Never Die             | Asimov's Science Fiction        | [ 40 ] |
| 1997 | Морін Ф. Макг'ю     | Вартість мудрості                       | The Cost to Be Wise                  | Starlight                       | [ 40 ] |
| 1997 | Джеррі Олшен        | Покинене                                | Abandon in Place                     | Фентезі & Сайнс фікшн           | [ 40 ] |
| 1997 | Мері Розенблум      | Бензинова риба                          | Gas Fish                             | Asimov's Science Fiction        | [ 40 ] |
| 1998 | Аллен Стіл          | Де янгол не наважиться ступить          | ...Where Angels Fear to Tread        | Asimov's Science Fiction        | [ 41 ] |
| 1998 | Адам-Трой Кастро    | Похоронний марш маріонеток              | The Funeral March of the Marionettes | Фентезі & Сайнс фікшн           | [ 41 ] |
| 1998 | Джеффрі Лендіс      | Екопоесис                               | Ecopoiesis                           | Science Fiction Age             | [ 41 ] |
| 1998 | Пол Левінсон        | Нестиковки                              | Loose Ends                           | Analog Science Fiction and Fact | [ 41 ] |
| 1998 | Роберт Рід          | Кістковий мозок                         | Marrow                               | Science Fiction Age             | [ 41 ] |
| 1999 | Грег Іген           | Океанічний                              | Oceanic                              | Asimov's Science Fiction        | [ 42 ] |
| 1999 | Кетрін Азаро        | Світанок у чотири голоси                | Aurora in Four Voices                | Analog Science Fiction and Fact | [ 42 ] |
| 1999 | Террі Біссон        | Приведіть мене до церкви вчасно         | Get Me to the Church on Time         | Asimov's Science Fiction        | [ 42 ] |
| 1999 | Тед Чан             | Історія твого життя                     | Story of Your Life                   | Starlight                       | [ 42 ] |
| 1999 | Єн Маклауд          | Літні острови                           | The Summer Isles                     | Asimov's Science Fiction        | [ 42 ] |
| 2000 | Конні Вілліс        | Вітри мармурової арки                   | The Winds of Marble Arch             | Asimov's Science Fiction        | [ 43 ] |
| 2000 | Кейдж Бейкер        | Слушного часу не приховуй своєї думки   | Son Observe the Time                 | Asimov's Science Fiction        | [ 43 ] |
| 2000 | Адам-Трой Кастро    | Астронавт із Вайомінґу                  | The Astronaut from Wyoming           | Analog Science Fiction and Fact | [ 43 ] |
| 2000 | Джеррі Олшен        | Астронавт із Вайомінґу                  | The Astronaut from Wyoming           | Analog Science Fiction and Fact | [ 43 ] |
| 2000 | Майк Резнік         | Полювання на снарка                     | Hunting the Snark                    | Asimov's Science Fiction        | [ 43 ] |
| 2000 | Гаррі Тертлдав      | Сорок, зворотний відлік                 | Forty, Counting Down                 | Asimov's Science Fiction        | [ 43 ] |

### 2001-2010 роки
| Рік  | Автор(и)               | Повість                       | Оригінальна назва                  | Видавництво                           | Прим.  |
| ---- | ---------------------- | ----------------------------- | ---------------------------------- | ------------------------------------- | ------ |
| 2001 | Джек Вільямсон         | Остання Земля                 | The Ultimate Earth                 | Analog Science Fiction and Fact       | [ 44 ] |
| 2001 | Кетрін Азаро           | Кидок костей                  | A Roll of the Dice                 | Analog Science Fiction and Fact       | [ 44 ] |
| 2001 | Тед Чан                | Сімдесят дві літери           | Seventy-Two Letters                | Vanishing Acts                        | [ 44 ] |
| 2001 | Ґреґ Іґен              | Оракул                        | Oracle                             | Asimov's Science Fiction              | [ 44 ] |
| 2001 | Крістін Кетрін Раш     | Майстер повернення            | The Retrieval Artist               | Analog Science Fiction and Fact       | [ 44 ] |
| 2001 | Лусіус Шепард          | Промениста зелена зірка       | Radiant Green Star                 | Asimov's Science Fiction              | [ 44 ] |
| 2002 | Вернор Вінджі          | Швидкі часи у школі Фермонт   | Fast Times at Fairmont High        | The Collected Stories of Vernor Vinge | [ 45 ] |
| 2002 | Бренда Клаф            | Можливо, одного разу          | May Be Some Time                   | Analog Science Fiction and Fact       | [ 45 ] |
| 2002 | Джек Денн              | Алмазна копальня              | The Diamond Pit                    | Jubilee                               | [ 45 ] |
| 2002 | Енді Данкан            | Головний конструктор          | The Chief Designer                 | Asimov's Science Fiction              | [ 45 ] |
| 2002 | Аллен Стіл             | Крадіжка Алабами              | Stealing Alabama                   | Asimov's Science Fiction              | [ 45 ] |
| 2003 | Ніл Ґеймен             | Кораліна                      | Coraline                           | HarperCollins                         | [ 46 ] |
| 2003 | Річард Чведик          | Яйце Бронті                   | Bronte's Egg                       | Фентезі & Сайнс фікшн                 | [ 46 ] |
| 2003 | Пол Ді Філіппо         | Рік у лінійному місті         | A Year in the Linear City          | PS Publishing                         | [ 46 ] |
| 2003 | Чарльз Коулмен Фінлі   | Держслужбовець                | The Political Officer              | Фентезі & Сайнс фікшн                 | [ 46 ] |
| 2003 | Пет Форд               | Душею разом                   | In Spirit                          | Analog Science Fiction and Fact       | [ 46 ] |
| 2003 | Єн Маклауд             | Дихаючий мох                  | Breathmoss                         | Asimov's Science Fiction              | [ 46 ] |
| 2004 | Вернор Вінджі          | Кукі-монстр                   | The Cookie Monster                 | Analog Science Fiction and Fact       | [ 47 ] |
| 2004 | Кетрін Азаро           | Прогулянка в тиші             | Walk in Silence                    | Analog Science Fiction and Fact       | [ 47 ] |
| 2004 | Кейдж Бейкер           | Імператриця Марса             | The Empress of Mars                | Asimov's Science Fiction              | [ 47 ] |
| 2004 | Волтер Джон Вільямс    | Пошесть зеленого леопарда     | The Green Leopard Plague           | Asimov's Science Fiction              | [ 47 ] |
| 2004 | Конні Вілліс           | Майже як ті, кого ми знали    | Just Like the Ones We Used to Know | Asimov's Science Fiction              | [ 47 ] |
| 2005 | Чарльз Штросс          | Бетонні джунглі               | The Concrete Jungle                | The Atrocity Archives                 | [ 48 ] |
| 2005 | Лоїс Макмастер Буджолд | Подарунки із Зимового ярмарку | Winterfair Gifts                   | Irresistible Forces                   | [ 48 ] |
| 2005 | Майкл Берштайн         | Час у вогні                   | Time Ablaze                        | Analog Science Fiction and Fact       | [ 48 ] |
| 2005 | Бредлі Дентон          | Сержант Чип                   | Sergeant Chip                      | Фентезі & Сайнс фікшн                 | [ 48 ] |
| 2005 | Чарльз Штросс          | Виборець                      | Elector                            | Asimov's Science Fiction              | [ 48 ] |
| 2006 | Конні Вілліс           | Підсадний дух                 | Inside Job                         | Asimov's Science Fiction              | [ 49 ] |
| 2006 | Джеймс Патрік Келлі    | Опік                          | Burn                               | Tachyon Publications                  | [ 49 ] |
| 2006 | Келлі Лінк             | Магія для початківців         | Magic for Beginners                | Magic for Beginners                   | [ 49 ] |
| 2006 | Єн Макдональд          | Маленька богиня               | The Little Goddess                 | Asimov's Science Fiction              | [ 49 ] |
| 2006 | Роберт Соєр            | Викрадення індивідуальності   | Identity Theft                     | Down These Dark Spaceways             | [ 49 ] |
| 2007 | Роберт Рід             | Мільярд передднів             | A Billion Eves                     | Asimov's Science Fiction              | [ 50 ] |
| 2007 | Вільям Шанн            | Схильності                    | Inclination                        | Asimov's Science Fiction              | [ 50 ] |
| 2007 | Роберт Чарльз Вілсон   | Джуліан. Різдвяна історія     | Julian: A Christmas Story          | PS Publishing                         | [ 50 ] |
| 2007 | Майкл Свонвік          | Імперія Лорда Нудьги          | Lord Weary's Empire                | Asimov's Science Fiction              | [ 50 ] |
| 2007 | Пол Мелкоу             | Стіни Всесвіту                | The Walls of the Universe          | Asimov's Science Fiction              | [ 50 ] |
| 2008 | Конні Вілліс           | Усі сиділи на землі           | All Seated on the Ground           | Asimov's Science Fiction              | [ 51 ] |
| 2008 | Крістін Кетрін Раш     | Порятунок „Аполлона 8“        | Recovering Apollo 8                | Asimov's Science Fiction              | [ 51 ] |
| 2008 | Ненсі Кресс            | Фонтан старості               | Fountain of Age                    | Asimov's Science Fiction              | [ 51 ] |
| 2008 | Джин Вулф              | Memorare                      | Memorare                           | Фентезі & Сайнс фікшн                 | [ 51 ] |
| 2008 | Лусіус Шепард          | Зірки, що прозирають у камені | Stars Seen Through Stone           | Фентезі & Сайнс фікшн                 | [ 51 ] |
| 2009 | Ненсі Кресс            | Конектор Ердманна             | The Erdmann Nexus                  | Asimov's Science Fiction              | [ 52 ] |
| 2009 | Роберт Рід             | Істина                        | Truth                              | Asimov's Science Fiction              | [ 52 ] |
| 2009 | Єн Макдональд          | Сльозинка                     | The Tear                           | Galactic Empires                      | [ 52 ] |
| 2009 | Бенджамін Розенбаум    | Істинні імена                 | True Names                         | Fast Forward                          | [ 52 ] |
| 2009 | Корі Докторов          | Істинні імена                 | True Names                         | Fast Forward                          | [ 52 ] |
| 2009 | Чарльз Коулмен Фінлі   | Політв'язень                  | The Political Prisoner             | Фентезі & Сайнс фікшн                 | [ 52 ] |
| 2010 | Чарльз Штросс          | Палімпсест                    | Palimpsest                         | Wireless                              | [ 53 ] |
| 2010 | Кейдж Бейкер           | Жінки із закладу Нелл Ґвінн   | The Women of Nell Gwynne’s         | Subterranean                          | [ 53 ] |
| 2010 | Джон Скальці           | Господні машини               | The God Engines                    | Subterranean                          | [ 53 ] |
| 2010 | Єн Макдональд          | Вішну в Котячому цирку        | Vishnu at the Cat Circus           | Cyberabad Days                        | [ 53 ] |
| 2010 | Ненсі Кресс            | Дія Перша                     | Act One                            | Asimov's Science Fiction              | [ 53 ] |
| 2010 | Джеймс Морроу          | Учвал до Хіросіми             | Shambling Towards Hiroshima        | Tachyon Publications                  | [ 53 ] |

### 2011-2020 роки
| Рік  | Автор(и)               | Повість                                                           | Оригінальна назва                                           | Видавництво                                                           | Прим.  |
| ---- | ---------------------- | ----------------------------------------------------------------- | ----------------------------------------------------------- | --------------------------------------------------------------------- | ------ |
| 2011 | Тед Чан                | Життєвий цикл об'єктів програм                                    | The Lifecycle of Software Objects                           | Subterranean Press                                                    | [ 54 ] |
| 2011 | Рейчел Свірськи        | Пані що зірвала червоні квіти під вікном королеви                 | The Lady Who Plucked Red Flowers beneath the Queen's Window | Subterranean Press                                                    | [ 54 ] |
| 2011 | Елізабет Генд          | Дівочий політ Беллерона МакКоулі                                  | The Maiden Flight of McCauley's Bellerophon                 | Stories: New Tales                                                    | [ 54 ] |
| 2011 | Джефрі Лендіс          | Султан Хмар                                                       | The Sultan of the Clouds                                    | Asimov's Science Fiction                                              | [ 54 ] |
| 2011 | Аластер Рейнолдс       | Тройка                                                            | Troika                                                      | Godlike Machines                                                      | [ 54 ] |
| 2012 | Кідж Джонсон           | Чоловік що підкупив туман                                         | The Man Who Bridged the Mist                                | Asimov's Science Fiction                                              | [ 55 ] |
| 2012 | Міра Грант             | Зворотний відлік                                                  | Countdown                                                   | Orbit Books                                                           | [ 55 ] |
| 2012 | Керолін Ів Гілмен      | Льодяна сова                                                      | The Ice Owl                                                 | Фентезі & Сайнс фікшн                                                 | [ 55 ] |
| 2012 | Мері Коваль            | Поцілуй мене двічі                                                | Kiss Me Twice                                               | Asimov's Science Fiction                                              | [ 55 ] |
| 2012 | Кен Лю                 | Людина, яка поклала край Історії: документальна стрічка           | The Man Who Ended History: A Documentary                    | Panverse                                                              | [ 55 ] |
| 2012 | Кетрінн Валенте        | Тихо і дуже швидко                                                | Silently and Very Fast                                      | Godlike Machines                                                      | [ 55 ] |
| 2013 | Брендон Сендерсон      | Душа Імператора                                                   | The Emperor's Soul                                          | Tachyon Publications                                                  | [ 56 ] |
| 2013 | Ненсі Кресс            | Після осені, перед осінню, протягом осені                         | After the Fall, Before the Fall, During the Fall            | Tachyon Publications                                                  | [ 56 ] |
| 2013 | Альєта де Бодард       | На червоній станції, заносить                                     | On a Red Station, Drifting                                  | Immersion Press                                                       | [ 56 ] |
| 2013 | Міра Грант             | Сан-Дієго 2014: Останній оплот каліфорнійських коричневих плащів. | San Diego 2014: The Last Stand of the California Browncoats | Orbit Books                                                           | [ 56 ] |
| 2013 | Джей Лейк              | Зорі не брешуть                                                   | The Stars Do Not Lie                                        | Asimov's Science Fiction                                              | [ 56 ] |
| 2014 | Чарльз Штросс          | Екволоїд                                                          | Equoid                                                      | Tor.com                                                               | [ 57 ] |
| 2014 | Ден Велс               | М'ясник з Кардова                                                 | The Butcher of Khardov                                      | Privateer Press                                                       | [ 57 ] |
| 2014 | Бред Торгерсен         | Спадок капелана                                                   | The Chaplain's Legacy                                       | Analog Science Fiction and Fact                                       | [ 57 ] |
| 2014 | Кетрінн Валенте        | Шестизарядна Білосніжка                                           | Six-Gun Snow White                                          | Subterranean Press                                                    | [ 57 ] |
| 2014 | Енді Дункан            | Весни Вакулла                                                     | Wakulla Springs                                             | Tor.com                                                               | [ 57 ] |
| 2014 | Елен Клейджс           | Весни Вакулла                                                     | Wakulla Springs                                             | Tor.com                                                               | [ 57 ] |
| 2015 | нагороду не видано     |                                                                   |                                                             |                                                                       | [ 58 ] |
| 2015 | Алан Ендрю-старший     | Потік                                                             | Flow                                                        | Analog Science Fiction and Fact                                       | [ 58 ] |
| 2015 | Том Кратмен            | Великі хлопці не плачуть                                          | Big Boys Don't Cry                                          | Castalia House                                                        | [ 58 ] |
| 2015 | Джон Райт              | Яскрава зірка що б вести їх                                       | One Bright Star to Guide Them                               | Castalia House                                                        | [ 58 ] |
| 2015 | Джон Райт              | Бліді області тіні                                                | Pale Realms of Shade                                        | The Book of Feasts & Seasons Castalia House                           | [ 58 ] |
| 2015 | Джон Райт              | Множина Єлен Троянських                                           | The Plural of Helen of Troy                                 | City Beyond Time: Tales of the Fall of Metachronopolis Castalia House | [ 58 ] |
| 2016 | Ннеді Окорафор         | Бінті                                                             | Binti                                                       | Tor.com                                                               | [ 59 ] |
| 2016 | Деніел Поланські       | Будівельники                                                      | The Builders                                                | Tor.com                                                               | [ 59 ] |
| 2016 | Лоїс Макмастер Буджолд | Демон Пенріка                                                     | Penric's Demon                                              | Spectrum Literary Agency                                              | [ 59 ] |
| 2016 | Брендон Сендерсон      | Ідеальний стан                                                    | Perfect State                                               | Dragonsteel Entertainment                                             | [ 59 ] |
| 2016 | Аластер Рейнолдс       | Повільні кулі                                                     | Slow Bullets                                                | Tachyon Publications                                                  | [ 59 ] |
| 2017 | Шонін Макгвайр         | Кожне серце - двері                                               | Every Heart a Doorway                                       | Tor.com Publishing                                                    | [ 60 ] |
| 2017 | Віктор Лавелль         | Балада про чорного Тома                                           | The Ballad of Black Tom                                     | Tor.com Publishing                                                    | [ 60 ] |
| 2017 | Кідж Джонсон           | В пошуках Веллітт Боє                                             | The Dream-Quest of Vellitt Boe                              | Tor.com Publishing                                                    | [ 60 ] |
| 2017 | Лоїс Макмастер Буджолд | Пенрік і шаман                                                    | Penric and the Shaman                                       | Spectrum Literary Agency                                              | [ 60 ] |
| 2017 | Кей Ешанте Вілсон      | Смак меду                                                         | A Taste of Honey                                            | Tor.com Publishing                                                    | [ 60 ] |
| 2017 | Чайна М'євіль          | Опитувач                                                          | This Census-Taker                                           | Del Rey Books/Picador                                                 | [ 60 ] |
| 2018 | Марта Веллс            | Всі системи червоні                                               | All Systems Red                                             | Tor.com Publishing                                                    | [ 61 ] |
| 2018 | Сара Пінскер           | І тоді там були N-хто                                             | And Then There Were (N-One)"                                | Uncanny Magazine                                                      | [ 61 ] |
| 2018 | Ннеді Окорафор         | Бінті: Дім                                                        | Binti: Home                                                 | Tor.com Publishing                                                    | [ 61 ] |
| 2018 | Джу Янг                | Чорні хвилі раю                                                   | The Black Tides of Heaven                                   | Tor.com Publishing                                                    | [ 61 ] |
| 2018 | Сара Гейлі             | Ріка зубів                                                        | River of Teeth                                              | Tor.com Publishing                                                    | [ 61 ] |
| 2019 | Марта Веллс            | Штучна умова                                                      | Artificial Condition                                        | Tor.com Publishing                                                    | [ 62 ] |
| 2019 | Сара Пінскер           | Під цукровим небом                                                | Beneath the Sugar Sky                                       | Tor.com Publishing                                                    | [ 62 ] |
| 2019 | Міра Грант             | Бінті: Нічний маскарад                                            | Binti: The Night Masquerade                                 | Tor.com Publishing                                                    | [ 62 ] |
| 2019 | Джелі Кларк            | Барабани чорного бога                                             | The Black God's Drums                                       | Tor.com Publishing                                                    | [ 62 ] |
| 2019 | Келлі Робсон           | Боги, монстри і щасливий персик                                   | Gods, Monsters, and the Lucky Peach                         | Tor.com Publishing                                                    | [ 62 ] |
| 2019 | Альє де Бодард         | Майстер Чаю і Детектив                                            | The Tea Master and the Detective                            | Subterranean Press/JABberwocky Literary Agency                        | [ 62 ] |
| 2020 | Амаль Ель-Мохтар       | Як ви програєте війну часу                                        | This Is How You Lose the Time War                           | Saga Press                                                            | [ 63 ] |
| 2020 | Макс Ґладстон          | Як ви програєте війну часу                                        | This Is How You Lose the Time War                           | Saga Press                                                            | [ 63 ] |
| 2020 | Тед Чан                | "Тривога - запаморочення свободи"                                 | "Anxiety Is the Dizziness of Freedom"                       | Exhalation: Stories                                                   | [ 63 ] |
| 2020 | Ріверс Соломон         | Безодня                                                           | The Deep                                                    | Saga Press                                                            | [ 63 ] |
| 2020 | Дейв Діггс             | Безодня                                                           | The Deep                                                    | Saga Press                                                            | [ 63 ] |
| 2020 | Вільям Гатсон          | Безодня                                                           | The Deep                                                    | Saga Press                                                            | [ 63 ] |
| 2020 | Джонатан Снайпс        | Безодня                                                           | The Deep                                                    | Saga Press                                                            | [ 63 ] |
| 2020 | П. Джелі Кларк         | Привид трамвайного вагона 015                                     | The Haunting of Tram Car 015                                | Tor.com Publishing                                                    | [ 63 ] |
| 2020 | Шонін Макґвайр         | В відсутньому сні                                                 | In an Absent Dream                                          | Tor.com Publishing                                                    | [ 63 ] |
| 2020 | Беккі Чемберс          | Навчитись, якщо пощастить                                         | To Be Taught, if Fortunate                                  | HarperCollins                                                         | [ 63 ] |

### 2021—2022 роки
| Рік  | Автор(и)           | Повість                  | Оригінальна назва               | Видавництво        | Прим.  |
| ---- | ------------------ | ------------------------ | ------------------------------- | ------------------ | ------ |
| 2021 | Нґі Во             | Імператорка солі і щастя | The Empress of Salt and Fortune | Tor.com Publishing | [ 64 ] |
| 2021 | Шонін Макґвайр     | Прийшов падаючи вниз     | Come Tumbling Down              | Tor.com Publishing | [ 64 ] |
| 2021 | Ніно Ціпрі         | Фінна                    | Finna                           | Tor.com Publishing | [ 64 ] |
| 2021 | П. Джелі Кларк     | Спів у колі              | Ring Shout                      | Tor.com Publishing | [ 64 ] |
| 2021 | Точі Онєбучі       | Дитя заворушень          | Riot Baby                       | Tor.com Publishing | [ 64 ] |
| 2021 | Сара Гейлі         | Розшукуються прямі жінки | Upright Women Wanted            | Tor.com Publishing | [ 64 ] |
| 2022 | Беккі Чемберс      | Псалм до дикоствореного  | A Psalm for the Wild-Built      | Tor.com Publishing | [ 65 ] |
| 2022 | Шонін Макґвайр     | Через зелені поля        | Across the Green Grass Fields   | Tor.com Publishing | [ 65 ] |
| 2022 | Адріан Чайковський | Древня раса              | Elder Race                      | Tor.com Publishing | [ 65 ] |
| 2022 | Аліет де Бодард    | Тигр з вогняним серцем   | Fireheart Tiger                 | Tor.com Publishing | [ 65 ] |
| 2022 | Кетрінн Валенте    | Минуле червоне           | The Past Is Red                 | Tor.com Publishing | [ 65 ] |
| 2022 | Елікс Герров       | Веретено з скабками      | A Spindle Splintered            | Tor.com Publishing | [ 65 ] |